# فینال جام اتحادیه فوتبال انگلستان ۱۹۶۷
فینال جام اتحادیه فوتبال انگلستان ۱۹۶۷، رقابت پایانی جام اتحادیه فوتبال انگلستان در سال ۱۹۶۷ میلادی است که مابین دو تیم باشگاه فوتبال کویینز پارک رنجرز و باشگاه فوتبال وست برومویچ در ورزشگاه ومبلی لندن برگزار شده‌است.
این مسابقه که در تاریخ ۴ مارس ۱۹۶۷ انجام شده‌است با نتیجه ۳ بر ۲ به سود تیم باشگاه فوتبال کویینز پارک رنجرز به پایان رسید.